# مارك بت
مارك بت (بالإنجليزية: Mark Bett) مواليد 22 ديسمبر 1976، هو عداء مسافات طويلة كيني متخصص في سباق 3000 متر. حقق المركز الثالث في نهائي الجائزة الكبرى لألعاب القوى سنة 2002 في باريس.

## سجل المنافسة
| العام      | المسابقة                               | المكان             | المركز     | ملاحظة     |
| يمثل كينيا | يمثل كينيا                             | يمثل كينيا         | يمثل كينيا | يمثل كينيا |
| ---------- | -------------------------------------- | ------------------ | ---------- | ---------- |
| 2002       | بطولة أفريقيا لألعاب القوى 2002        | رادس، تونس         | 11         | 5000 م     |
| 2002       | نهائي الجائزة الكبرى لألعاب القوى 2002 | باريس، فرنسا       | 3          | 3000 م     |
| 2004       | نهائي ألعاب القوى العالمي 2004         | مونت كارلو، موناكو | 5          | 3000 م     |
| 2005       | نهائي ألعاب القوى العالمي 2005         | مونت كارلو، موناكو | 10         | 3000 م     |
| 2006       | نهائي ألعاب القوى العالمي 2006         | شتوتغارت، ألمانيا  | 10         | 3000 م     |

## روابط خارجية
- مارك بت على موقع الاتحاد الدولي لألعاب القوى (الإنجليزية)